# Vivian Edwards
Vivian Edwards (Los Angeles, 10 settembre 1896 – Los Angeles, 4 dicembre 1949) è stata un'attrice statunitense.

## Filmografia parziale
- Charlot trovarobe (The Property Man), regia di Charlie Chaplin (1914)
- Giuseppe rivale di Charlot (Those Love Pangs), regia di Charlie Chaplin (1914)
- Charlot pittore (The Face on the Bar Room Floor), regia di Charles Chaplin (1914)
- Charlot sulla scena (The Masquerader), regia di Charlie Chaplin (1914)
- Charlot in cerca di lavoro (His New Profession), regia di Charlie Chaplin (1914)
- Charlot panettiere (Dough and Dynamite), regia di Charles Chaplin (1914)
- That Little Band of Gold, regia di Roscoe Arbuckle (1915)